# Neaxestis
Neaxestis är ett släkte av fjärilar. Neaxestis ingår i familjen trågspinnare.
Kladogram enligt Catalogue of Life:
| Neaxestis | \| \| Neaxestis acutangula \| \| \| \| \| \| Neaxestis griseata \| \| \| \| \| \| Neaxestis irrorata \| \| \| \| \| \| Neaxestis mesogonia \| \| \| \| \| \| Neaxestis piperita \| \| \| \| \| \| Neaxestis rhoda \| \| \| \| |
|           | \| \| Neaxestis acutangula \| \| \| \| \| \| Neaxestis griseata \| \| \| \| \| \| Neaxestis irrorata \| \| \| \| \| \| Neaxestis mesogonia \| \| \| \| \| \| Neaxestis piperita \| \| \| \| \| \| Neaxestis rhoda \| \| \| \| |
|           | Neaxestis acutangula |
|           | |
|           | Neaxestis griseata |
|           | |
|           | Neaxestis irrorata |
|           | |
|           | Neaxestis mesogonia |
|           | |
|           | Neaxestis piperita |
|           | |
|           | Neaxestis rhoda |
|           | |